# Studstrup
Studstrup er en mindre satellitby i Østjylland med 811 indbyggere  (2024). Studstrup er beliggende ud til Kalø Vig 16 kilometer nordøst for Aarhus centrum. Byen ligger også op til Djurslandmotorvejen hvor Løgten-Skødstrup ligger på den anden side mod vest. Mod syd er byen afskærmet mod Aarhus af Studstrupværket og Kaløvig Lystbådehavn.
Byen ligger i Region Midtjylland og hører under Aarhus Kommune. Studstrup er beliggende i Skødstrup Sogn.
Djurslandmotorvejen passerer forbi en kilometer vest for byen. Studstrupværket er beliggende i udkanten af byen.